# Lokomotiva 750.7
Lokomotiva 750.7 je dieselelektrická lokomotiva, vzniklá rekonstrukcí původních strojů řad 750 a 753 společností CZ LOKO pro České dráhy. Při modernizaci je provedena náhrada původního spalovacího motoru novějším, upraveno je i celé pohonné soustrojí a rekonstruována stanoviště strojvedoucího. Mezi lety 2010–2012 vzniklo 19 strojů, určených především pro dopravu rychlíků a osobních vlaků.

## Plány na rekonstrukci
Po roce 2007, kdy se od dosud unitárních Českých drah oddělila nákladní divize ČD Cargo, zbyly osobnímu dopravci lokomotivy řad 750 a 754. U druhých jmenovaných téhož roku proběhly první modernizace prostřednictvím dosazení elektronického řídicího systému, diagnostiky a dalších, zatímco řada 750 zůstala v provozu v původním stavu. Byl proto vyhlášen projekt rekonstrukce, kterou měly projít zhruba dvě desítky strojů. Sledována byla především nižší spotřeba paliva, splnění ekologických limitů a v neposlední řadě i zlepšení pracovních podmínek obsluhy. Modernizaci finančně zaštítila společnost Impuls-Leasing-Austria, jež odkoupila stroje určené k přestavbě. Dráhy se následně zavázaly modernizované stroje postupně pomocí zpětného leasingu splatit. Vítězem výběrového řízení se stala společnost CZ LOKO Česká Třebová, které byla zadána rekonstrukce 19 strojů. První přestavěná lokomotiva absolvovala zkušební jízdy koncem roku 2010 a konečný počet byl završen o dva roky později.

## Technické řešení
Lokomotiva je celkově opravena. Zachován byl hlavní rám, skříň lokomotivy, kabiny strojvedoucího a pojezd včetně podvozků. Hlavním prvkem modernizace je remotorizace dosazením nového dieselového motoru Caterpillar 3512C HD namísto původního agregátu ČKD K 12 V 230 DR, a náhrada trakčního dynama alternátorem Siemens s usměrňovačem. Modernizací prochází téměř celá strojovna, je dosazen i nový topný alternátor Siemens, nové pomocné pohony, nová elektroinstalace a vzduchotechnika, nově je dosazena elektrodynamická brzda. Kompletní rekonstrukce proběhla i v oblasti stanovišť strojvedoucího, která jsou vybavena klimatizací, digitálním řídicím systémem, mikrovlnnou troubou, rádiovým systémem TRS VS 67 a dalšími novými prvky. Díky dosazení UIC zásuvek jsou lokomotivy schopny provozu ve dvojicích (na kabel vícenásobného řízení) a část strojů byla upravena na ovládání z řídicích vozů. Také umožňují dálkově ovládat dveře přívěsných vozů podporovaných typů.
Stroj 750.703 vznikl z lokomotivy řady 753, vybavené parním vytápěcím zařízením. Oproti ostatním strojům, vzniklým z řady 750, muselo na něj být elektrické vytápění dosazeno kompletně nové.
Všechny lokomotivy byly v rámci rekonstrukce nalakovány do modrého korporátního nátěru Českých drah (stylu Najbrt), od čísla 712 v jeho vylepšené novější verzi.

## Provoz

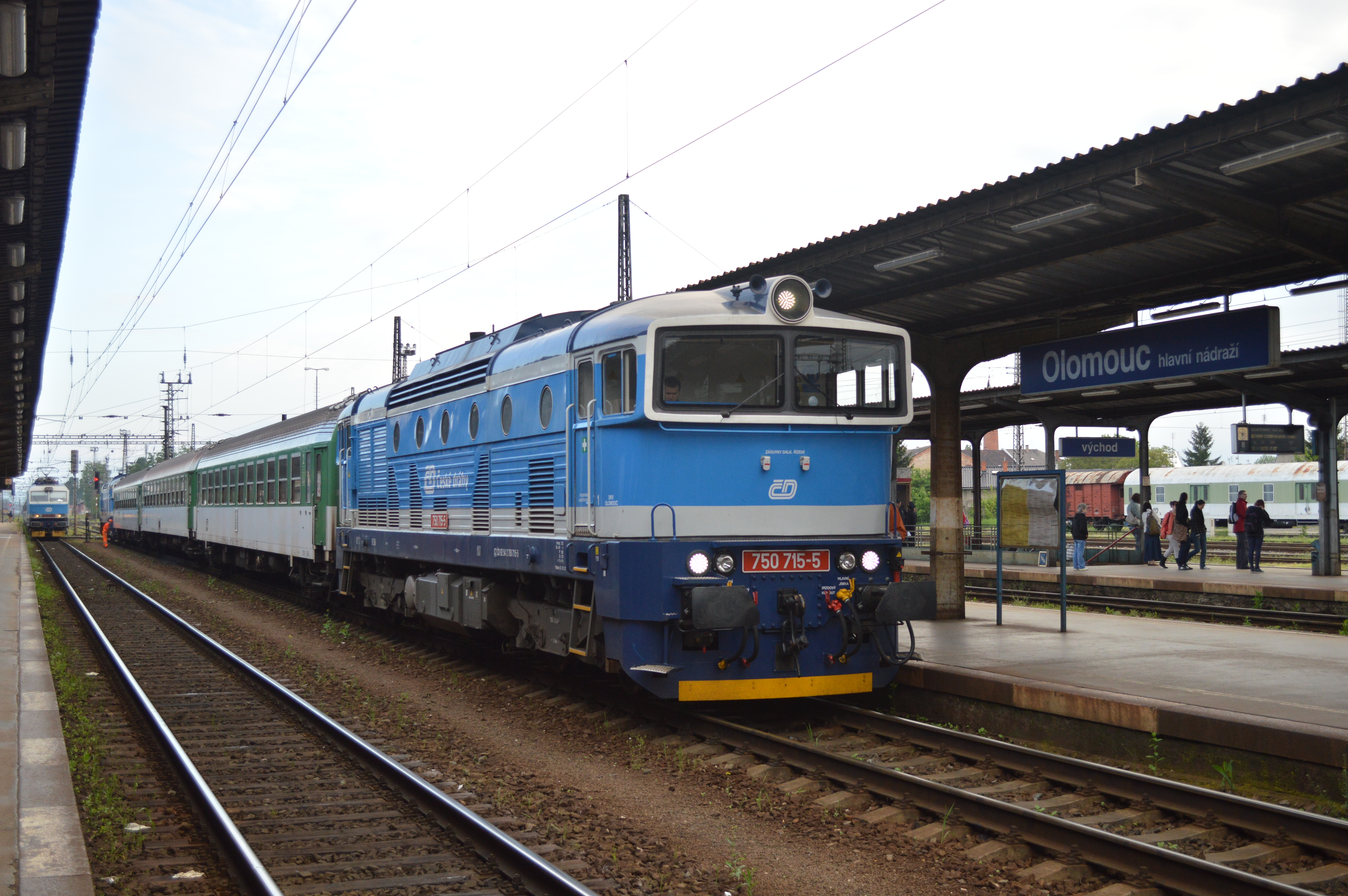
Stroj řady 750.7 v novější variantě korporátního nátěru v Olomouci

Lokomotivy byly poprvé nasazeny na trasu Praha – Příbram – Písek – České Budějovice, aby nahradily dožívající lokomotivy řady 749. První stroj 750.701 byl poprvé nasazen na vlak s cestujícími  7. ledna 2011 na vlacích R 1248 a R 1253. Následovalo dodání tříkusové série do pražského depa a další dokončené stroje již odcházely do dep Brno a Trutnov. V těchto služebnách částečně nahradily zastaralé a nehospodárné stroje řad 750 a 754. V olomouckém depu zase nahradily stroje řady 749, zatímco novější řada 754 byla vedena jako záložní. V souvislosti s dokončením dodávek řady 750.7 byla na jaře 2014 z provozu osobního dopravce odstavena poslední lokomotiva 750.118 a odvezena do Plzně na náhradní díly.
Od jízdního řádu 2012/2013 byly lokomotivy nasazeny do vozby rychlíků Praha – Rakovník, kde byly provozovány ve vratné soupravě spolu s řídicím vozem řady 80-29.2 a vagóny Bdtn. Zatímco na trasu Praha – České Budějovice, kde jejich provoz začínal, byl pravidelně nasazován pouze jediný pražský stroj 750.705 na dvou párech rychlíků týdně. Po třech letech byl tento výkon pro neefektivitu zrušen (převzaly jej motorové vozy řady 842) a stroj 750.705 přešel do Brna. V témže jízdním řádu nově začal jezdit stejný stroj 750.705 na osobních vlacích na trase České Budějovice – Nové Údolí v letním období od 27. dubna do 14. září (prvně 11. června). I zde se již neobjeví a sezónní vlaky na Šumavě byly od roku 2015 do roku 2017 plně v režii budějovické řady 754, od JŘ 2017/2018 zde zajišťuje dopravu společnost GW Train Regio.[zdroj?]
V roce 2019 přišla velká redislokace většiny lokomotiv. Koncem roku postupně odešly trutnovské stroje (čísel 701, 702, 703) do Šumperka, kde nahradily tamní stroje (čísel 715, 716, 717, 718). Šumperské 750.7 byly redislokovány do Bohumína, kde nahradily starší lokomotivy řady 754 (které následně odešly do Trutnova). Dvě lokomotivy opustily i brněnské depo. První 750.704 přešla do Šumperka a druhá 750.719 byla redislokována do Bohumína. Následně se trutnovská lokomotiva 750.714 vrátila z opravy v CZ LOKO Česká Třebová, kam byla zaslána pro opakované poruchy spalovacího motoru. Po opravě se ale už do Trutnova nevrátila. Lokomotiva putovala do depa v Brně jako náhrada za 750.719. Změny se nevyhnuly ani rakovnickým strojům (č. 705, 706, 707 a 708). Jejich výkony na rychlících z Rakovníka do Prahy od jízdního řádu 2019/2020 obsluhuje dopravce ARRIVA vlaky. Všechny tamější lokomotivy byly s novým jízdním řádem[kdy?] přesunuty do Prahy, kde byly nasazeny na rameni osobních vlaků Praha - Mělník a Praha - Mladá Boleslav společně s řídicími vozy ABfbrdtn795 a přívěsnými vozy Bdtn.[zdroj?]

### Provoz v GVD 2024/25
- R11 Rožmberk Brno – Jihlava
- R18 Slovácký/Zlínský Expres Staré město u Uherského Hradiště – Luhačovice/Veselí n. M., Otrokovice – Zlín
- Sp Zábřeh – Jeseník (součástí oběhu také nedělní Os 13049 Šumperk – Zábřeh n. M.)
- ODIS S6 Ostrava – Frenštát pod Radhoštěm (– Valašské Meziříčí)

## Dislokace k 1. květnu 2025

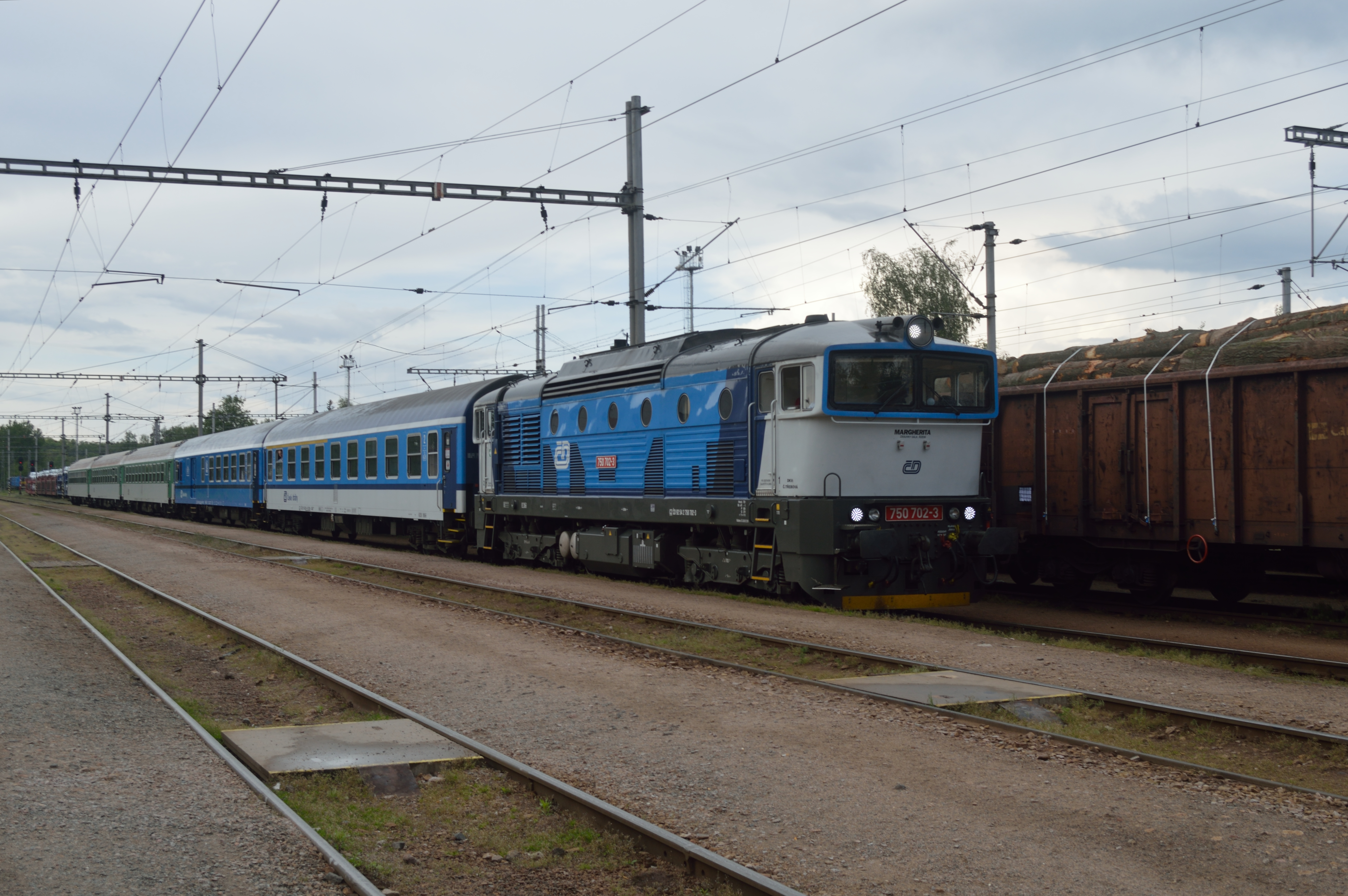
Lokomotiva 750.702 v provozu v Týništi nad Orlicí

- 92 54 2 750.701-5 – OCÚ Východ / SÚ Šumperk (ex 750.401-2)
- 92 54 2 750.702-3 – OCÚ Východ / SÚ Šumperk (ex 750.121-6)
- 92 54 2 750.703-1 – OCÚ Východ / SÚ Šumperk (ex 753.192-4)
- 92 54 2 750.704-9 – OCÚ Východ / SÚ Šumperk (ex 750.119-0)
- 92 54 2 750.705-6 – OCÚ Východ / SÚ Maloměřice (ex 750.078-8)
- 92 54 2 750.706-4 – OCÚ Východ / SÚ Maloměřice (ex 750.144-8)
- 92 54 2 750.707-2 – OCÚ Východ / SÚ Maloměřice (ex 750.243-8)
- 92 54 2 750.708-0 – OCÚ Východ / SÚ Maloměřice (ex 750.143-0)
- 92 54 2 750.709-8 – OCÚ Východ / SÚ Maloměřice (ex 750.259-4)
- 92 54 2 750.710-6 – OCÚ Východ / SÚ Maloměřice (ex 750.285-9)
- 92 54 2 750.711-4 – OCÚ Východ / SÚ Maloměřice (ex 750.409-5)
- 92 54 2 750.712-2 – OCÚ Východ / SÚ Bohumín (ex 750.410-3)
- 92 54 2 750.713-0 – OCÚ Východ / SÚ Maloměřice (ex 750.162-0)
- 92 54 2 750.714-8 –OCÚ Východ / SÚ Bohumín (ex 750.022-6)
- 92 54 2 750.715-5 – OCÚ Východ / SÚ Bohumín (ex 750.236-2)
- 92 54 2 750.716-3 – OCÚ Východ / SÚ Bohumín (ex 750.253-7)
- 92 54 2 750.717-1 – OCÚ Východ / SÚ Bohumín (ex 750.258-6)
- 92 54 2 750.718-9 – OCÚ Východ / SÚ Bohumín (ex 750.160-4)
- 92 54 2 750.719-7 – OCÚ Východ / SÚ Bohumín (ex 750.312-1)